# Trampa de polinización

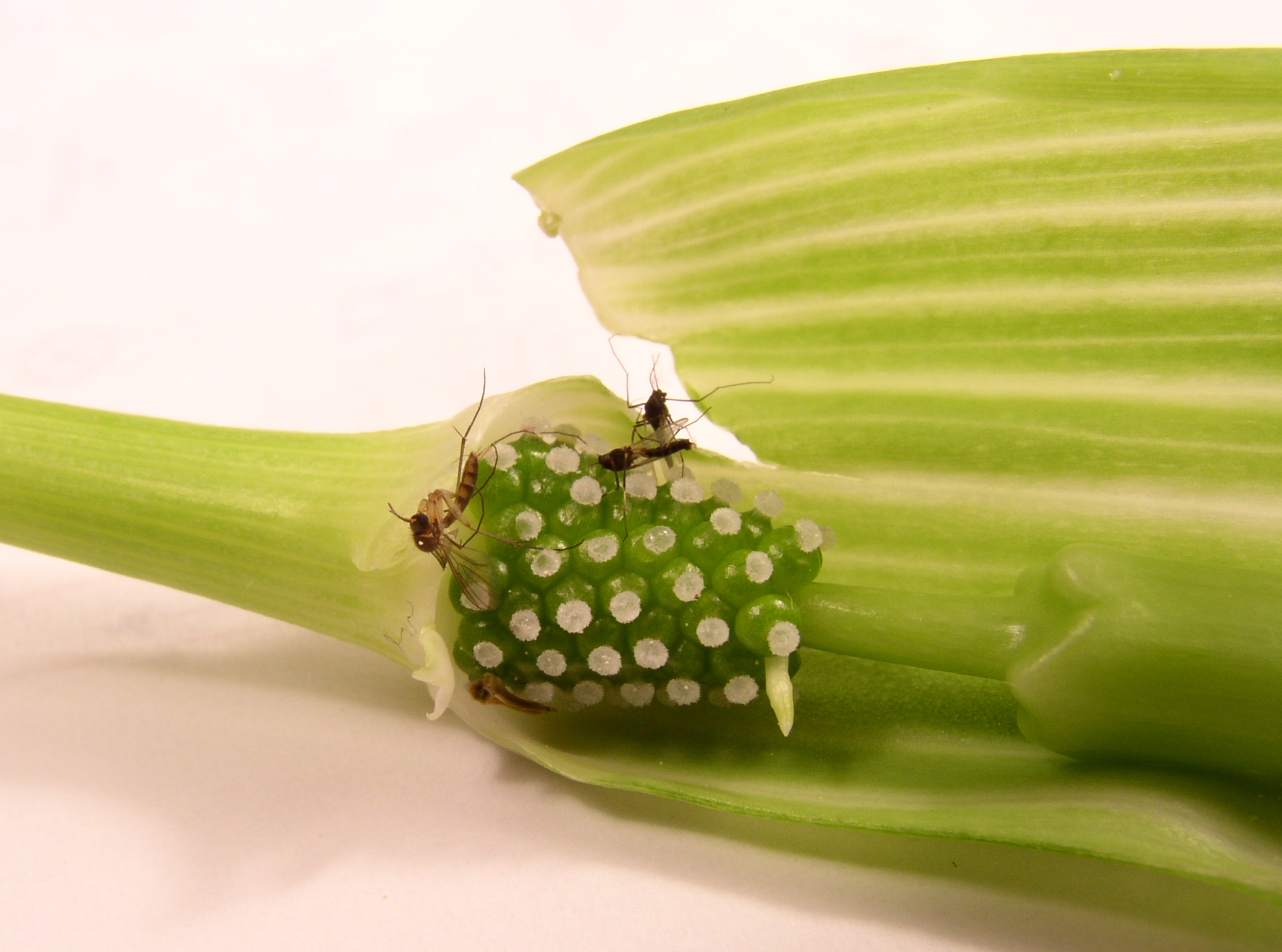
Inflorescencia femenina de Arisaema triphyllum con insectos atrapados, tribu Exechiini (3 mm) y subfamilia Orthocladiinae (2 mm).

Una trampa de polinización es un tipo de flor que presenta una estructura con la cual atrapa insectos, frecuentemente dípteros, para realizar la polinización. Las estructuras de tales trampas incluyen corolas tubulares largas con pelos que se dirigen hacia la base de la flor, superficies resbalosas, sustancias adhesivas, atractivos (que, a menudo, son atractivos falsos que engañan al insecto) y mecanismos que cierran la flor.
En Arisaema triphyllum la inflorescencia tiene forma de púlpito, con un espádice. Hay plantas con inflorescencias femeninas y otras con inforescencias masculinas. Los mosquitos de los hongos son atraídos por el olor y caen en el interior. Se cubren de polen y consiguen escapar de las flores masculinas por una pequeña abertura en su base. Sin embargo, cuando visitan una flor femenina no consiguen escapar y mueren en su interior.  

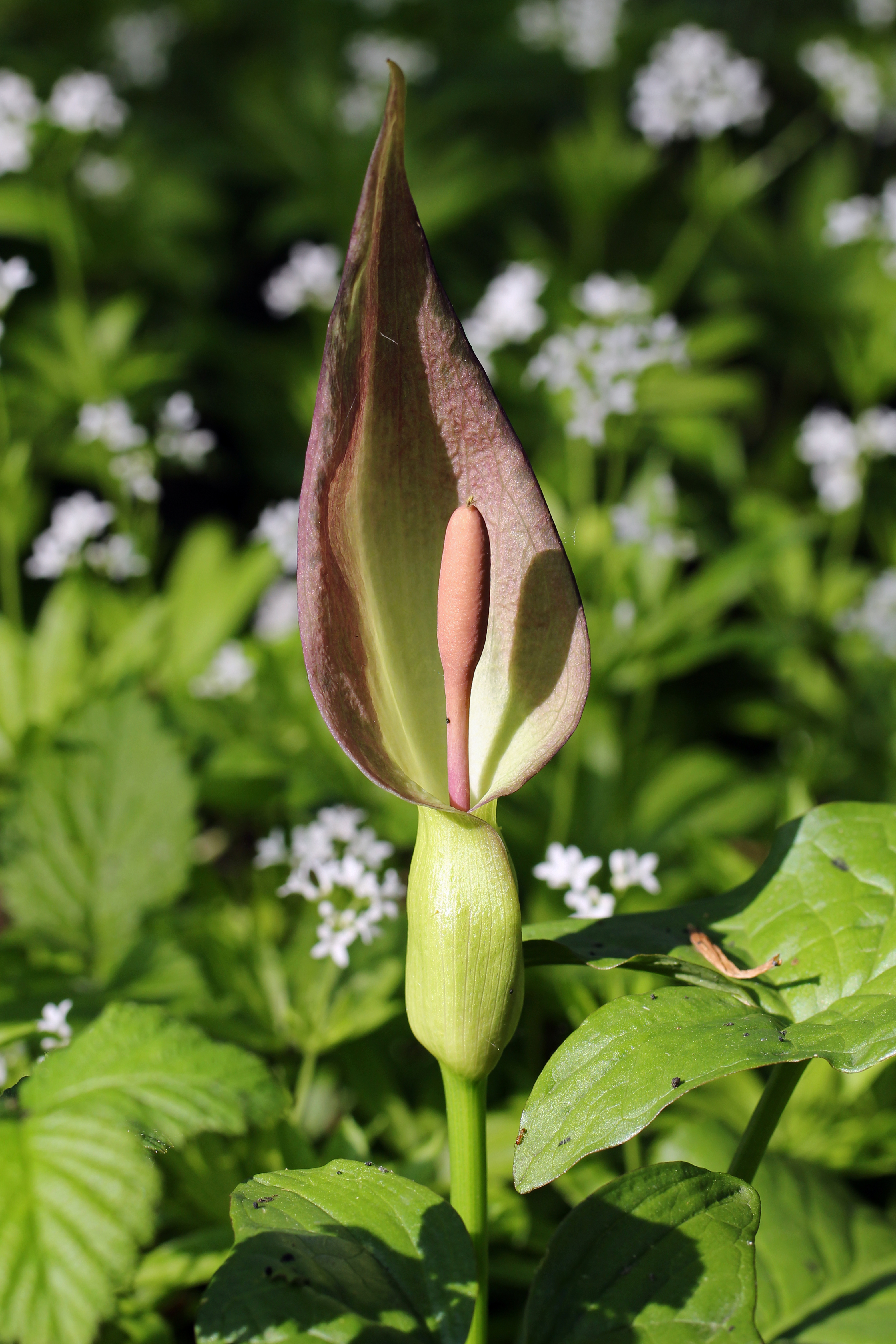
Arum con cámara trampa en su base

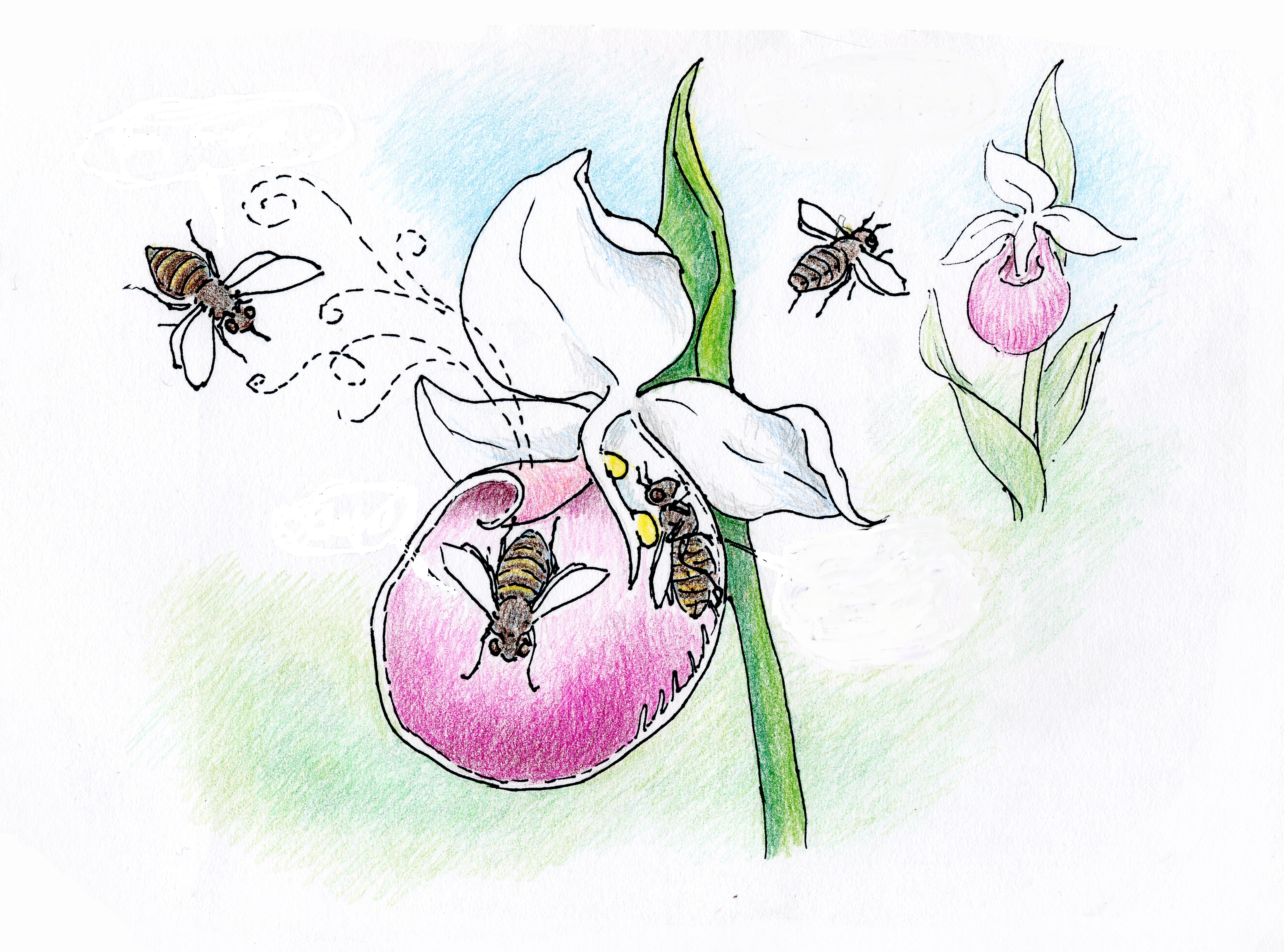
Cypripedium o zapato de dama atrae y entrampa un insecto que tiene que pasar cerca de la polinia asegurando así la polinización

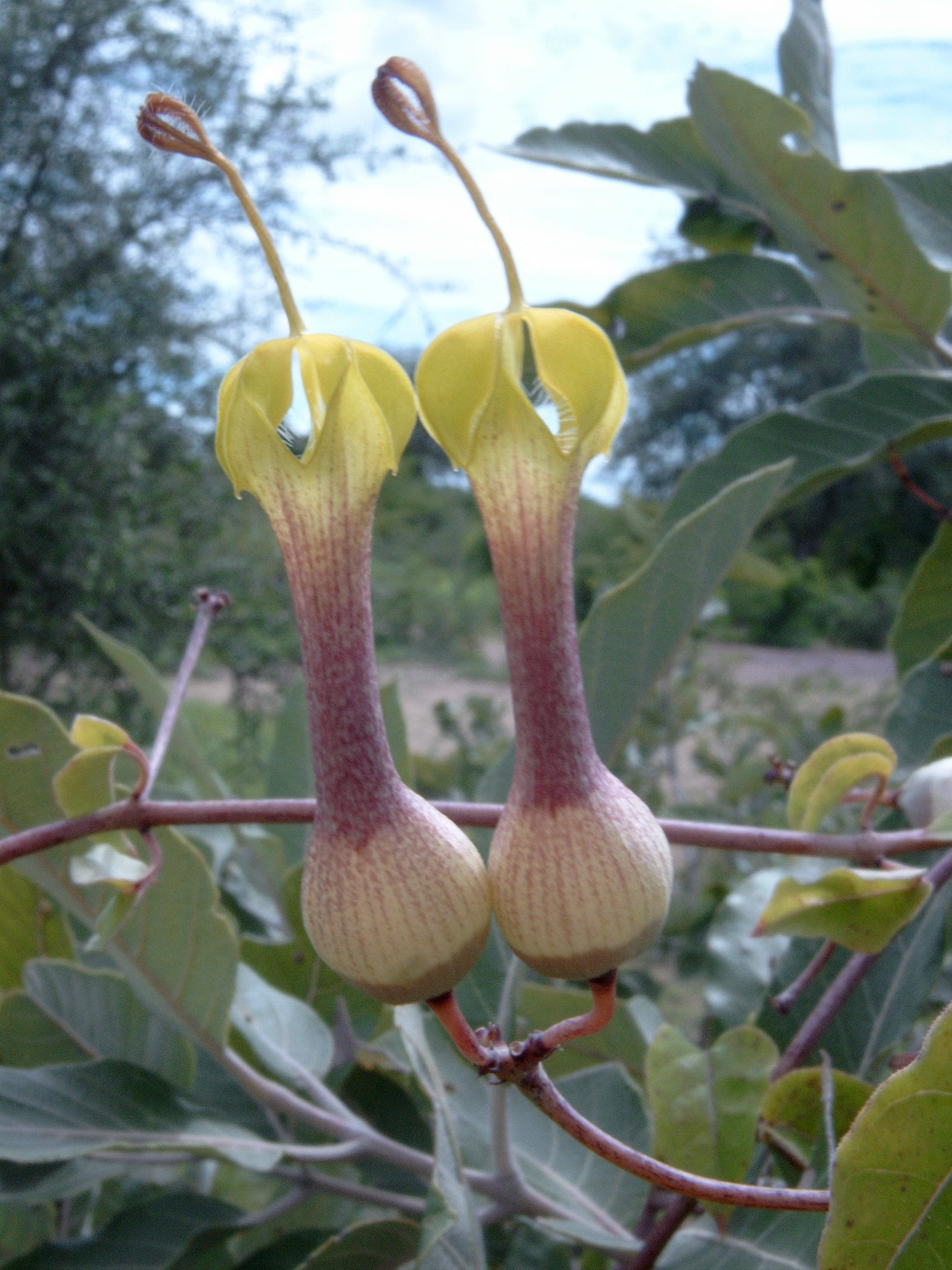
Ceropegia rhynchantha, otra flor trampa

En muchas especies de orquídeas, las flores producen sustancias químicas que engañan a insectos machos; secretan sustancias químicas similares a las feromonas de las hembras. Así, los machos son dirigidos hacia las estructuras florales efectuando la polinización. Las orquídeas del género Pterostylis atraen a mosquitos Mycetophilidae y los atrapan por medio de un pétalo o labio movible.
Las primeras observaciones de flores que atrapan a polinizadores fueron realizadas en 1872 o antes por Thomas Frederic Cheeseman. Charles Darwin también las observó cuando estudió la fecundación de las orquídeas. Las zapatillas de damas tienen un área de aterrizaje muy lisa que hace que los insectos resbalen hacia el interior de la cámara o bolsa formada por el labio de la flor. En la parte posterior hay una ventana transparente que hace que el insecto se dirija hacia la luz. Al hacero pasa por una sección estrecha donde se encuentra el polen en forma de polinia que se adhiere al dorso del insecto. Cuando este consigue escapar y vuelve a caer en otra flor, repite la misma operación. En este caso deposita la polinia en el estigma de la segunda flor.
Las estructuras encontradas en flores grandes como las de Rafflesia y de algunos Aristolochia también han evolucionado para atraer y atrapar polinizadores.
A menudo las flores trampas que producen sustancias químicas sexuales engañosas carecen de recompensas como néctar, Algunas flores atrapan moscas con su olor a  carroña.
Muchos miembros del género Arum atrapan a polinizadores; los mecanismos específicos varían según los insectos implicados.
Las plantas del género Ceropegia atraen  moscas pequeñas (generalmente hembras) de muchas familias diferentes, incluyendo Milichiidae, Chloropidae, Drosophilidae, Calliphoridae, Ephydridae, Sciaridae, Tachinidae, Scatopsidae, Phoridae y Ceratopogonidae; sus polinaria siempre se adhieren a sus probóscides.   Un análisis de las fragancias emitidas por Ceropegia dolichophylla mostró la presencia de espiroacetales, poco comunes en plantas pero comunes en insectos. Las moscas milíquidas, que son cleptoparásitos de depredadores, son atraídas por estas sustancias y se convierten en polinizadores de estas plantas.